# Cecilia Gabriela
Cecilia Gabriela Vera Sandoval (Cidade do México, 9 de Janeiro de 1962) é uma atriz mexicana. No Brasil, é mais conhecida por interpretar Regina Oliveira de Del Valle em Cúmplices de um Resgate, Daniela Marques de Rivero na novela A Madrasta, Rita Ribeiro em Que Pobres tão Ricos e Maria da Graça Linares de Elizalde em Amanhã é para Sempre.

## Biografia
Cecília é conhecida no meio artístico mexicano por suas atuações em telenovelas. Destacam-se suas participações em novelas como Valéria e Maximiliano (1991), Vivo por Elena (1998), A Madrasta (2005), Mentir para vivir (2013) e Jamais Te Deixarei (2015).
Ela começou sua carreira de atriz em 1985 na bem-sucedida novela Vivir un poco, no entanto, o papel que a tornaria conhecida seria o de Yuriko Pointer no clássico El pecado de Oyuki m, apesar de ela aparecer apenas em 6 episódios da dita novela. Mais tarde, ele participou de outras produções, sendo um dos mais destacados Valéria e Maximiliano, em que Cecilia assumirá o papel de coprotagonista de Dulce Landero.
Em 1993, ela interpretou sua primeira  antagonista na novela The Last Hope . Ao chegar em 1994, ela teve uma performance estelar na conceituada telenovela Império de Cristal; em 1995, antagonizou  Acapulco, cuerpo y alma; depois, interpretou uma vilã novamente na novela Amada enemiga.
Em 1998, ela foi chamada por Juan Osorio para interpretar a co-estrela da novela Vivo por Elena , ao lado de Victoria Ruffo.
Em 2000, ele fez uma participação especial em O preço do seu amore mais tarde naquele mesmo ano, ela interpretou o vilão da novela Carita de Ángel . No ano de 2002, chegou a telenovela Así son, onde Cecilia faria uma participação especial em três episódios, que seriam os dois primeiros e os últimos. Em 2005, ele interpretou a vilã Daniela Márquez em La madrastra .
Em 2006, fez uma participação especial em Wounds of Love e, quando chegou 2007, obteve um papel estelar em Muchachitas como tú . Em 2008, ela interpretou um vilão novamente, desta vez na produção Eu juro que te amo . No final desta novela em 2009, ela foi convidada a fazer uma participação especial em Tomorrow is forever .
Em 2010, ela interpretou Camila "Muñeca" Rivero na novela Llena de amor e sua atuação mais recente foi em A que no me dejas , uma telenovela transmitida do final de 2015 até o início de 2016. Em 2017, ela interpretou o vilão Corinne no novela Minha adorável maldição . No cinema, atuou nas produções The Reef of the Scorpions em 1994 e The Last Night em 2005.
Volta para as telenovelas em 2024 após seis anos afastada, em Papás por conveniencia, como Tía Pura.

## Vida pessoal
Foi casada por 17 anos com o ator mexicano Marco Uriel. Em 2010, o casal anunciou a separação amigável. Juntos, têm uma filha, Regina.

## Filmografia

### Televisão
| Ano  | Título                       | Personagem                                                 | Notas                                             |
| ---- | ---------------------------- | ---------------------------------------------------------- | ------------------------------------------------- |
| 1985 | Só Você                      | Secretária                                                 |                                                   |
| 1985 | Vivir un poco                | María José                                                 |                                                   |
| 1987 | Victoria                     | Eloisa                                                     |                                                   |
| 1988 | Flor y Canela                | —                                                          |                                                   |
| 1988 | El pecado de Oyuki           | Yuriko "Lily" Pointer                                      |                                                   |
| 1989 | Carrossel                    | Roxana de del Salto                                        |                                                   |
| 1990 | Minha Pequena Soledade       | Clara                                                      |                                                   |
| 1991 | Valéria e Maximiliano        | Dulce Landero Romo de Del Val                              |                                                   |
| 1993 | A última esperança           | Jennifer Lascuráin                                         |                                                   |
| 1994 | Império de Cristal           | Esther de Lombardo                                         |                                                   |
| 1995 | A Força de Uma Mulher        | Magdalena de Covarrubias                                   |                                                   |
| 1995 | Acapulco, cuerpo y alma      | Cynthia Montalvo                                           |                                                   |
| 1996 | Casos da Vida Real           | —                                                          | Episódio: "Genio y Figura"                        |
| 1997 | Amada enemiga                | Cecilia Sandoval                                           |                                                   |
| 1998 | Vivo por Elena               | Consuelo "Chelo" Carvajal                                  |                                                   |
| 1998 | Casos da Vida Real           | —                                                          | Episódio: "Hermanos en la red"                    |
| 2000 | El precio de tu amor         | Julia                                                      |                                                   |
| 2000 | Carinha de Anjo              | Victoria Montesinos                                        |                                                   |
| 2001 | Diseñador ambos sexos        | Astrid                                                     |                                                   |
| 2001 | Mujer, casos de la vida real | —                                                          | Episódio: "El derecho del parto"                  |
| 2002 | Cúmplices de um Resgate      | Regina Ontiveros de Del Valle / Tania Vermont              |                                                   |
| 2002 | Así son ellas                | Violeta Carmona                                            |                                                   |
| 2002 | Mujer, casos de la vida real | —                                                          | Episódio: "En la casa del señor"                  |
| 2002 | Mujer, casos de la vida real | Cecilia                                                    | Episódio: "Cuando quema el alma"                  |
| 2003 | Menina Amada Minha           | Consuelo Mendiola de Izaguirre                             |                                                   |
| 2003 | Alegrifes e Rabujos          | Mercedes Goyeneche de Dominguez #2                         |                                                   |
| 2003 | Casos da Vida Real           | —                                                          | Episódio: "Viviendo en la confusión"              |
| 2004 | Hospital el paisa            | Madre                                                      | Episódio: "Pos... esa nos espanta"                |
| 2005 | A Madrastra                  | Daniela Márquez de Rivero                                  |                                                   |
| 2005 | Casos da Vida Real           | Vivian                                                     | Episódio: "El regimen del miedo"                  |
| 2005 | Casos da Vida Real           | —                                                          | Episódio: "El aroma del mar"                      |
| 2006 | Feridas de Amor              | Bertha de Aragón (jovem)                                   | Episódios: "10-12 de junho"                       |
| 2007 | Casos da Vida Real           |                                                            | Vários Episódios                                  |
| 2007 | Garotas Bonitas como Você    | Verónica Vásquez                                           |                                                   |
| 2008 | Juro que te amo              | Leonora Cassis Zuloaga de Lazcano                          |                                                   |
| 2009 | Los simuladores 2            |                                                            | Episódio: "La ejedrecista" Episódio: "Workaholic" |
| 2009 | Mulheres Assassinas          | Susana Saavedra                                            | Episódio: "Carmen, honrada"                       |
| 2009 | Amanhã é Para Sempre         | Maria da Graça Linares de Elizalde                         | Participação especial                             |
| 2010 | Cheia de Amor                | Camila "Muñeca" Rivero de Porta-López                      |                                                   |
| 2011 | Como Diz o Ditado            | Aída                                                       | Episódio: "A caballo regalado"                    |
| 2012 | La familia P. Luche          | Esposa del Merengues                                       | Episódio: "El funeral del merengues"              |
| 2012 | Como Diz o Ditado            | Maru                                                       | Episódio: "Aunque la mona se vista de ceda"       |
| 2012 | Cachito de cielo             | Isabel Obregón vda. de Gómez                               |                                                   |
| 2013 | Mentir para vivir            | Lucina González                                            |                                                   |
| 2013 | Como Diz o Ditado            | Adriana                                                    | Episódio: "Más vale amar y pierder"               |
| 2014 | Que Pobres Tão Ricos         | Rita Ribeiro                                               |                                                   |
| 2015 | A que no me dejas            | Raquel Herrera de Fonseca / Raquel Herrera vda. de Fonseca |                                                   |
| 2016 | Sin rastro de ti             | Sarah Hernández                                            |                                                   |
| 2016 | Como Diz o Ditado            | Elisa                                                      | Episódio: "El que se casa, para su casa"          |
| 2017 | Minha Adorável Maldição      | Corina Pineda "Corinne"                                    | Antagonista                                       |
| 2017 | A Rosa dos Milagres          | Bárbara                                                    | Episódio: "Mi Princesa"                           |
| 2018 | Meu Marido Tem Família       | Dra. Tania                                                 | Temporada 2                                       |
| 2024 | Papás por conveniencia       | Purificación "Tía Pura"                                    |                                                   |

### Cinema
| Ano  | Título                       | Personagem | Notas          |
| ---- | ---------------------------- | ---------- | -------------- |
| 1991 | Una quemada peligrosa        | Claudia    |                |
| 1992 | Anatomía de una violación    | —          |                |
| 1993 | La abuelita de Bakman        | —          |                |
| 1994 | El arrecife de los alacranes | Mónica     |                |
| 2005 | La última noche              | Gloria     |                |
| 2007 | Puppet souldiers             | —          | Curta-metragem |

## Teatro
- Las arpias(2018)
- Reflejos de cristal (2015)[5]
- 7 mujeres (2012)[6]
- 12 mujeres en pugna (2009)
- Elsa y Fred
- Los árboles mueren de pie[7]
- Baño de damas (2003)[8]

## Premios e indicações

### Micrófono de Oro
| Ano  | Categoria            | Trajetória     | Resultado |
| ---- | -------------------- | -------------- | --------- |
| 2016 | Excelência Artística | Primera Actriz | Venceu    |

### Prêmio TVyNovelas
| Ano  | Categoria                 | Telenovela         | Resultado |
| ---- | ------------------------- | ------------------ | --------- |
| 1989 | Melhor revelação feminina | El pecado de Oyuki | Indicado  |
| 1999 | Melhor atriz coadjuvante  | Vivo por Elena     | Indicado  |
| 2014 | Melhor atriz coadjuvante  | Mentir para vivir  | Indicado  |
| 2016 | Melhor atriz co-estelar   | A que no me dejas  | Indicado  |